# Ján Imro
Div. gen. Ján Imro (24. března 1897 Kovačica – 17. ledna 1990 Brezno) byl československý legionář, důstojník slovenské národnosti a příslušník československé zahraniční armády později perzekvovaný komunistickým režimem.

## Život

### Před první světovou válkou
Ján Imro se narodil 24. března 1897 v Kovačici ve vojvodinské části Banátu v rodině Ondreja Imra a Zuzany rozené Vereské. Vystudoval klasické gymnázium s maďarskou vyučovací řečí v Szarvasi.

### První světová válka
Ján Imro byl povolán do c. a k. armády v červnu 1915. Absolvoval poddůstojnickou školu, do března 1916 působil jako instruktor a poté byl ve funkci velitele čety odvelen na ruskou frontu. Působil spíše v zázemí a v srpnu téhož roku byl převelen na frontu rumunskou. V říjnu utrpěl zranění a po dvou měsících rekonvalescence se vrátil zpět na frontu ruskou, kde do června 1917 působil jako velitel čety, později roty. Následně byl jako pozorovací důstojník a velitel čety přesunut na frontu italskou, kde 18. srpna 1917 zběhl. K 1. listopadu téhož roku podal přihlášku do Československých legií a v březnu 1918 byl zařazen do československého pracovního praporu, v květnu pak jako velitel čety do 33. československého pluku střeleckého. V září se zúčastnil bojů u Doss Alto. V prosinci 1918 se v hodnosti nadporučíka vrátil do Československa.

### Mezi světovými válkami
Po návratu do vlasti se Ján Imro na jaře 1919 zúčastnil bojů s Maďary. Do roku 1936 sloužil převážně v Bratislavě, poté působil jako pedagog na škole pro důstojníky pěchoty v záloze v Banské Bystrici. Během Všeobecné mobilizace v roce 1938 byl povolán na hlavní štáb československé armády do Vyškova a následně Prostějova. V říjnu 1938 velel pochodovému praporu v Banské Bystrici, do prosince pak působil ve funkci zástupce Jana Smolky, velitele praporu Stráže obrany státu v Lučenci, a též jako styčný důstojník delimitační komice v Pukanci. Do rozpadu Československa pak působil jako instruktor branné výchovy a přidělenec u oblastního velitelství Hlinkovy gardy v Bratislavě. Dosáhl hodnosti majora.

### Druhá světová válka
Po vzniku Slovenského štátu převzal velení sboru v Banské Bystrici a uskutečnil jeho reorganizaci na Vyšší velitelství. V květnu 1939 se stal velitelem pluku ve Zvolenu, v srpnu velitelem druhé divize v Popradu. Po napadení Polska byl z této funkce odvolán a ustanoven velitelem rychlé skupiny v Humenném. K 31. říjnu 1939 začal organizovat vznik Vojenské akademie v Banské Bystrici, následně zastával různé velitelské, inspektorské a pedagogické funkce. Tažení do Sovětského svazu se neúčastnil. Během jara 1944 se přidal k odbojovým důstojníkům, ale než samotné Slovenské národní povstání vypuklo, byl odvelen na území Itálie, kde po Ladislavu Bodickém převzal v červenci téhož roku velení nad 2. technickou divizí. Chtěl realizovat plán přechodu celé jednotky ke Spojencům, ale zejména díky vzdálenosti od samotné fronty se ukázal nerealizovatelným. Proto nakonec přešel v prostoru Florencie sám. V srpnu 1944 již působil v Londýně, kde žádal o návrat na Slovensko, kde chtěl pomoci s povstáním. Nebylo mu vyhověno a stal se členem štábu pro vybudování československé branné moci. V závěru roku byl na stáži u Československé samostatné obrněné brigády a následně působil jako přednosta výcvikové skupiny. Na území Československa se vrátil v dubnu 1945 v hodnosti plukovníka.

### Po druhé světové válce
Po skončení druhé světové války zastával Ján Imro funkci velitele 2. divize a následně 8. sboru v Banské Bystrici. K 1. červnu 1945 dosáhl generálské hodnosti. V srpnu téhož roku byl velení zbaven a odeslán na dovolenou. Do služby se vrátil po roce a zastával post 2. podnáčelníka hlavního štábu v Praze. V listopadu 1947 vystoupil z Komunistické strany Československa. Od prosince téhož roku působil jako velitel sboru v Plzni a od září 1948 v Brně. Stál čestnou stráž u rakve zesnulého Edvarda Beneše. V dubnu 1949 bylo proti němu na základě udání zahájeno komunistickou mocí disciplinární řízení, v důsledku kterého byl zbaven hodnosti (divizního generála) a snížením příjmů. V červnu 1949 byl přeřazen do výslužby, vystěhovaný z bytu v Brně, jeho pobyt v Bratislavě označen za nežádoucí. Byl nucen se s rodinou odstěhovat do Dolného Kubína, později do Sučan. Podařilo se mu získat práci v Matici slovenské v Martině, kde pracoval jako knihovník, pomocný redaktor, překladatel a tlumočník. I odsud ale byl z rozkazu komunistické moci vyhozen a byl nucen pracovat jako pomocný dělník ve stavební firmě. I zde nakonec využil své jazykové znalosti a překládal německé a italské texty. Rehabilitován byl v roce 1965. Přestěhoval se do Brezna, kde zemřel zapomenutý 17. ledna 1990. Pohřbený je na hřbitově u Kozí brány v Bratislavě, sektor 11, hrob č. 48.

## Vyznamenání
- 1919 Československý válečný kříž 1914–1918
- Československá revoluční medaile
- Československá medaile Vítězství
- Italský válečný pamětní kříž
- Medaglia della Fatiche di Guerra
- Medaglia della Unita di Italia
- 1945 Řád Slovenského národního povstání I. třídy
- 1946 Pamětní medaile československé armády v zahraničí
- Řád bratrství a jednoty I. třídy
- Odznak Československého partyzána